# Штефанешти (Мачука)
Штефанешти (рум. Ștefănești) насеље је у Румунији у округу Валча у општини Мачука. Oпштина се налази на надморској висини од 301 m.

## Становништво
Према подацима из 2011. године у насељу је живело 80 становника.